# چارلز برودهرست
چارلز برودهرست (انگلیسی: Charles Broadhurst؛ زادهٔ) بازیکن فوتبال اهل بریتانیا است.
از باشگاه‌هایی که در آن بازی کرده‌است می‌توان به باشگاه فوتبال منچستر سیتی و باشگاه فوتبال بلکپول اشاره کرد.